# 浪川会
浪川会（なみかわかい）は、福岡県大牟田市八江町38-1に本部を置く指定暴力団。2023年末時点の勢力は約220名（構成員：約150人、準構成員等：約70人）。その内、福岡県内で活動している勢力は約120人（構成員：約90人、準構成員等：約30人）である。

## 略歴

### 浪川睦会
- 2013年10月7日、浪川政浩（朴政浩）は、浪川睦会を結成した。
- 2013年12月10日、福岡県公安委員会は、浪川睦会を「特定抗争指定暴力団」に指定した。
- 2014年6月27日、福岡県公安委員会は、四代目道仁会と浪川睦会の「特定抗争指定暴力団」を解除した[3][4]。

### 浪川会
- 2015年、浪川睦会から浪川会に改称した[5]。
- 2018年、浪川初代は、梅木一馬に跡目を譲った。
- 2020年11月12日、福岡地方裁判所は大牟田市にある本部事務所について使用禁止の仮処分決定を出した。福岡県暴力追放運動推進センターが行った仮処分申請を受けての措置[6]。
- 2021年10月28日、福岡県公安委員会は大牟田市内の別の事務所を主な活動拠点として公示した。
- 2024年6月、浪川政浩総裁が引退[7]。

## 二代目浪川会
- 総裁 - 浪川政浩（※2024年6月引退）
- 会長 - 梅木一馬
- 理事長 - 神宮光彦（神宮組組長）
- 監査役・副会長 - 山寿治（二代目川口組組長）
- 会長代行 - 佐村政実（村政総業組長）
- 舎弟頭 - 森郁宣（二代目田中総業組長）
- 副会長 - 野中誠（三代目村上会会長）
- 幹部総代 - 田辺敏治（六代目村上一家総長）
- 幹事長 - 三井明博（二代目城後組組長）
- 筆頭副理事長 - 今村和弘（神闘会会長）
- 副理事長 - 矢口旭（矢口組組長）
- 相談役 - 高尾清（高尾組組長）
- 最高顧問 - 永石秀三（永石組組長）
- 顧問 - 藤村英市（二代目藤村組顧問）
- 会長補佐 - 中山英樹（永石組舎弟頭・英総業組長）
- 会長補佐 - 日下忠（神道会会長）
- 会長補佐 - 日下孝（神孝会会長）
- 関東統括委員長 - 赤井一彦（二代目浪川総業組長）
- 関東渉外委員長 - 石原正貴（石原興業組長）
- 九州統括委員長・慶弔委員長 - 石崎孝彦（二代目本田組組長）
- 九州渉外委員長 - 吉永敦（永石組本部長・吉永総業組長）
- 風紀委員長 - 渡邉大二郎（二代目永虎組組長）
- 舎弟頭補佐 - 中島義隆（二代目田中総業舎弟頭）
- 舎弟頭補佐 - 森田英嗣（森田組組長）
- 舎弟頭補佐 - 田邊正男（粋心会会長）
- 舎弟頭補佐 - 堀賢司（神羽會會長）
- 理事長補佐 - 山本和則（村政総業若頭）
- 理事長補佐 - 怡土栄作（神統興業組長）
- 理事長補佐 - 有馬雅也（神有会会長）
- 理事長補佐 - 宮本隆司（二代目浪勝総業組長）
- 理事長補佐 - 森下正一（神正会会長）